# アビエーション (カクテル)
アビエーション（英: Aviation）はジンベースのカクテル。日本語のカタカナ表記としてはアヴィエーション、アビエイションなどもある。

## 概要
1917年に発行されたカクテルブック『Recipes for Mixed Drinks』（Hugo Ensslin著）に記載があるのが最古の文献である。アビエーションは「飛行」「飛行機」の意であり、空の青さを思わせる液色から名づけられている。
その後、1930年発行の『サヴォイ・カクテルブック』にも記載されたが、こちらは当時入手困難であったバイオレット・リキュール無しのバリエーションとなっており、出来上がりの色合いが異なる

## レシピの例
国際バーテンダー協会によるレシピを以下に挙げる。
材料
- ジン - 45ml
- マラスキーノ - 15ml
- レモン果汁 - 15ml
- バイオレット・リキュール - 1tsp

作り方
1. 氷と共に全ての材料をシェイクし、カクテルグラスに注ぐ。
2. マラスキーノ・チェリーを飾る。

『サヴォイ・カクテルブック』記載のレシピはバイオレット・リキュールを除いたバリエーションであり、こちらのほうが普及している。

## バリエーション
Takumi's Aviation（en:Takumi's Aviation）
日本のバーテンダー渡邉匠が考案したバリエーション。
ゲイリー・リーガンのカクテルブック『The Joy of Mixology』（改訂版）に掲載された 。以下のレシピは『The Joy of Mixology』記載のもの。
レシピ
- タンカレーナンバーテン - 1・1/2オンス
- ジファール マラスキーノリキュール - 1/2オンス
- マリー・ブリザール パルフェ・タムール - 1/8オンス
- フレッシュレモン果汁 - 1/3オンス

作り方
1. 材料をシェイクし、カクテルグラスに注ぐ。
2. レモンの皮を飾る。

## 関連
- ブルームーン (カクテル) - アビエーションからマラスキーノを抜いたレシピと説明されることがある[8][9]。